# Partido Liberal Democrático (Camboya)
El Partido Liberal Democrático (en jemer: គណបក្សប្រជាធិបតេយ្យសេរី) fue un partido político que existió en Camboya entre 1992 y 1998. Se separó del Partido Liberal Democrático Budista antes de las elecciones de 1993, en las cuales quedó en cuarto lugar en porcentaje de votos y no recibió ningún escaño. Su ideología estaba ligada con la antigua República Jemer (su último jefe de Estado, el militar Sak Sutsakhan, fue fundador y líder del partido) y se oponía a la restauración monárquica. Se disolvió antes de las siguientes elecciones.[cita requerida]